# Королевская аудиенсия Консепсьона
Королевская аудиенсия Консепсьона (исп. Real Audiencia de Concepción) — суд апелляционной инстанции и административная структура в королевстве Чили.
После создания Королевства Чили в судебных вопросах оно было подчинено Королевской аудиенсии Лимы. В 1560 году местные власти официально потребовали создания отдельной аудиенсии для Чили, мотивируя это необходимостью усиления контроля за деятельностью губернаторов Чили, улучшения сбора королевских налогов и ускорения окончания Арауканской войны.
8 мая 1565 года король Филипп II издал указ, в соответствии с которым была образована королевская аудиенсия для Чили, разместившаяся в Консепсьоне. В состав аудиенсии входило четверо судей (один из которых являлся председателем аудиенсии), прокурор, и их подчинённые, а также переводчик, священник и швейцар. В случаях, когда должность губернатора оказывалась вакантной, аудиенсия исполняла функции временного правительства колонии.
Из-за проблем с функционированием аудиенсия просуществовала меньше десяти лет, и была распущена королевским указом от 26 августа 1573 года, который вступил в силу 25 июня 1575 года.